# 大東文化大学第一高等学校
大東文化大学第一高等学校（だいとうぶんかだいがくだいいちこうとうがっこう）は、東京都板橋区高島平一丁目にある私立高等学校。設置者は学校法人大東文化学園で、大東文化大学の付設校であり、附属校ではない。
通称大東一高。
大東文化学園における建学の精神を踏まえつつ、「剛健」の気風と、「中正」の思想を合わせ持ち、何事にも「努力」を惜しまない、心身共に健康で教養の高い、誠実な平和社会形成者を育成することを目標としている。

## 沿革
- 1923年 - 母体である学校法人大東文化学園は、帝国議会において「漢学振興ニ関スル建議案」が満場一致で可決され、創設された財団法人大東文化協会および大東文化学院（旧制専門学校）に起源を持つ。そのため特定の創設者は存在しない。
主に旧華族の関係者が設立に尽力したため、歴代協会会頭、その教育機関である大東文化学院の総長や幹部の多くが旧華族であり、戦前の首相、閣僚関係者が数多く関わっている。初代総長は平沼騏一郎（元内閣総理大臣、男爵）、初代会頭は大木遠吉（鉄道大臣、伯爵）。校舎を東京都千代田区九段に置いたのが始まりである。設置当時の学生は原則全員学費免除の給費生であった。
- 第二次世界大戦終戦後、連合国軍最高司令官総司令部の、軍国主義を廃して民主的な国家を作る民主化政策により学園存続の危機に見舞われたが、存続が許され新制大学へ改組する。
- 1962年 - 大東文化大学第一高等学校が開校する。
- 1986年 - 第65回全国高等学校ラグビーフットボール大会で初優勝。
- 1995年 - 新校舎が完成。男子校から男女共学となる。

## 設置クラス
- 特別進学クラス - 国公立大学、早慶上理クラスの大学合格を目標とする。
- 選抜進学クラス - GMARCHクラスの大学合格を目標とする。
- 進学αクラス（3学年のみ） - その他の大学の一般受験を目標とする。
- 進学クラス - 主に大東文化大学への推薦入学、他大学への指定校推薦での入学を目標とする。

各クラス文理選択あり

## 著名な出身者
- 太田光（爆笑問題） - お笑いタレント
- 土谷隼人（ななめ45°） - お笑い芸人
- 下池輝明（ななめ45°） - お笑い芸人
- 中島健 - ファッションモデル
- 木村晃健 - お笑いタレント
- 吉武大地 - 歌手、バリトン、俳優
- 来生たかお - 歌手、作曲家
- ピエール中野 - ミュージシャン（ドラマー）、凛として時雨メンバー。
- 山賀教弘 - 俳優。
- 曲山英里 - モデル・女優。共学化1期生。
- 河東純一 - 「平成」揮毫者、元総理府総理大臣官房人事課辞令専門官。
- 三原昌平 - プロダクトデザイナー、大同大学情報デザイン学科教授（2期生）。
- 旭翔山（西原圭） -  柔道部出身の元・大相撲力士（大島部屋）。当時の新弟子検査史上最長身（201cm）・最重量（202kg）を記録した。廃業後、タレント活動。
- 加藤保男 - 登山家。1973年（24歳）のときエベレスト東南稜からの初登頂に成功。1980年（31歳）にはエベレスト北東稜からの登頂に成功。これで、2ルート（ネパール、中国）の世界初の登頂者となる。1982年（33歳）には、東南稜から日本人冬季初登頂に成功したが、下山途中、小林利明隊員と共に消息を絶った。
- 田中順也 - プロサッカー選手。FC岐阜所属。
- 田中輝希 - プロサッカー選手。
- 酒井宏之 - 元ラグビー選手。引退後俳優に転向。元中央大学ラグビー部ヘッドコーチ、現大東文化大学ラグビー部監督（2023年- ）
- 相亮太 -  元ラグビー選手。現流経大柏高校ラグビー部監督。
- 小口耕平 -  実業家、元ラグビー選手。
- 青木忍 - 元ラグビー日本代表。1986年第65回全国大会優勝メンバー。日本ラグビー界最大の偉業である1989年5月28日に秩父宮ラグビー場で行われたスコットランド代表戦勝利（28-24）の不動の司令塔として大学生ながら選出され金星に貢献。元大東文化大学ラグビー部監督。
- 藤原秀之 - ラグビー指導者。現桐蔭学園高校ラグビー部監督。青木忍らと共に第65回全国大会優勝メンバー。
- 青柳勝彦 - ラグビー指導者。元大東文化大学ラグビー部監督。
- 鏡保幸 - 元ラグビー選手。1年青木忍らがメンバーだった大東文化大学ラグビー部の大学選手権初優勝時の監督。
- 生沼元  - 元ラグビー選手。
- 生沼知裕 - ラグビー選手。リコーブラックラムズ所属。元と知裕は兄弟。
- 八木下恵介 - ラグビー選手。ヤマハ発動機ジュビロ所属。
- 松田圭祐 - ラグビー選手。東芝ブレイブルーパス所属。
- 生方信孝 - 元ラグビー選手。
- 中村和史 - ラグビー選手。日野レッドドルフィンズ所属。
- 平田快笙 - 元ラグビー選手。

## 部活動
- ラグビー部は、全国高等学校ラグビーフットボール大会で全国優勝1回（全国大会出場13回、それに加えて東京都予選決勝で同点優勝の末、抽選負けによる出場権逸失は2回）の強豪。その大会は全試合を零封した。ラグビー部OBには新旧日本代表選手や、現役および元トップリーグの選手、強豪校の指導者も多数いる。白を基調としたファーストジャージにパワー溢れる大型選手を揃えた肉弾戦を得意とする伝統的なチーム編成のため、愛称は「ホワイトベアー」。部創設当初の指導者が筑波大学出身だったため、ファーストジャージが同じく三本線になった。
- 弁論部やフェンシング部や書道部も強豪であり、全国大会でも優秀な成績をおさめている。

## 交通
- 都営三田線 西台駅より徒歩約10分。
- 国際興業バス赤02系統
  - 「大東文化大学」バス停下車、徒歩約1分。
- 国際興業バス東練01系統
  - 「高島六の橋」バス停下車、徒歩約3分。